# Село (Моравске Топлице)
Село (словен. Selo, мађ. Nagytótlak) је насељено место у општини Моравске Топлице, Помурска регија, Словенија.

## Историја
До територијалне реорганизације у Словенији било је у саставу старе општине Мурска Собота.

## Становништво
У попису становништва из 2011. године, Село је имало 265 становника.
| Број становника према пописима | Број становника према пописима | Број становника према пописима |
| ------------------------------ | ------------------------------ | ------------------------------ |
| 1991                           | 2002                           | 2011                           |
| 332                            | 300                            | 265                            |

Напомена: До 1952. исказивано под именом Село в Прекмурју.

## Галерија
- Кобиљски поток
- пејзаж